# Sissoi Veliki (couraçado)
O Sissoi Veliki (Сисой Великий) foi um couraçado pré-dreadnought operado pela Marinha Imperial Russa. Sua construção começou em agosto de 1891 no Novo Estaleiro do Almirantado em São Petersburgo e foi lançado ao mar em junho de 1894, sendo comissionado na frota russa em outubro de 1896. Era armado com uma bateria principal composta por quatro canhões de 305 milímetros montados em quatro torres de artilharia duplas, tinha um deslocamento de dez mil toneladas e conseguia alcançar uma velocidade máxima de quinze nós (28 quilômetros por hora).
O Sissoi Veliki entrou em serviço com várias falhas de projeto, sendo imediatamente enviado para o Mar Mediterrâneo em 1896 a fim reforçar um bloqueio naval durante uma revolta grega em Creta contra o domínio otomano. Ele sofreu uma explosão devastadora em uma de suas torres de artilharia em março de 1897 que matou 22 tripulantes, passando nove meses em reparos na França. Em seguida foi para o Sudeste Asiático para reforçar a presença russa na região, envolvendo-se em 1900 na supressão do Levante dos Boxers como parte de uma esquadra internacional. 
A embarcação voltou para casa em 1902 a fim de passar por manutenção e reparos, mas pouco foi feito até o início da Guerra Russo-Japonesa em fevereiro de 1904. O Sissoi Veliki foi designado para a 2ª Esquadra do Pacífico e partiu rumo a Porto Artur com o objetivo de resgataras forças russas cercadas no local. Os navios navegaram até o Sudeste Asiático e foram atacados por uma frota japonesa na Batalha de Tsushima em maio de 1905. O couraçado foi danificado pela artilharia inimiga e depois atingido por um torpedo, emborcando e afundando algumas horas depois.

## Desenvolvimento
Um comitê de almirantes chefiado pelo general almirante grão-duque Aleixo Alexandrovich esboçou em 1881 um ambicioso programa para rearmar a Frota do Báltico com dezesseis couraçados e treze cruzadores. O almirante Ivan Shestakov, o responsável por construção naval, enxergava pouco valor em construir classes de navios uniformes e regularmente alterava projetos e objetivos de construção a fim de igualar novidades estrangeiras da época. O programa foi reduzido em 1885 para nove couraçados, com os recursos liberados sendo realocados para barcos torpedeiros em resposta a construção de navios do tipo pela Alemanha. Os primeiros dez anos do programa foram marcados por indecisão, burocracia e falta de dinheiro, com apenas dois couraçados de segunda linha sendo construídos. Estes eram relativamente pequenos e lentos, cada um com uma única barbeta acomodando dois canhões de 305 milímetros.
Outra embarcação, que se tornaria o Navarin, foi planejada para ser ainda mais barata e menor. Entretanto, a superioridade dos couraçados alemães da Classe Brandenburg fizeram a Marinha Imperial Russa aumentar as limitações de custo e tamanho e construir um couraçado grande com duas torres de artilharia principais. O Novo Estaleiro do Almirantado apressadamente propôs um esboço baseado na Classe Trafalgar britânica. A marinha hesitou e o contrato foi firmado com um estaleiro particular depois de pressão do imperador Alexandre III. A construção do Navarin começou em julho de 1889 e ele foi lançado 1891, estabelecendo a configuração padrão para os couraçados pré-dreadnought russos seguintes. A marinha foi discutir os planos para a embarcação seguinte em 1890, mas o futuro ainda era incerto. Os almirantes ainda estavam discutindo se a marinha deveria se concentrar em couraçados grandes, navios de defesa de costa pequenos ou cruzadores de alto-mar.
O Comitê Técnico Naval emitiu uma proposta em setembro de 1890 para um couraçado médio de 8,6 mil toneladas, cem metros de comprimento e armado com três canhões únicos de 305 milímetros em barbetas. Isto era uma tentativa de misturar o casco do couraçado de segunda linha Imperator Alexandr II com o armamento do Navarin em um orçamento apertado, comprometendo o projeto. Nenhum almirante que avaliou a proposta ficou satisfeito e o comitê foi inundado com sugestões contraditórias. As armas principais ficariam montadas em duas barbetas cobertas por cúpulas de 64 milímetros de espessura. O comitê inicialmente propôs como armamento secundário uma combinação do canhões russos Modelo 1877 de 152 milímetros e os britânicos Armstrong de 120 milímetros. Os almirantes Stepan Makarov e Vladimir Verkhovski aconselharam contra o uso de armas de diferentes tamanhos, pois isto causava problemas com controle de disparo, além de serem contra o uso do obsoleto canhão Modelo 1877. O comitê acabou fazendo o oposto, abandonando as armas Armstrong em favor do canhão russo, provavelmente por não querer usar uma arma estrangeira. Um projeto revisado foi apresentado em março de 1891, com o deslocamento crescendo para nove mil toneladas e o armamento principal passando a ser de quatro canhões em barbetas duplas.
|                             |                                         |
| Esboço de 1891 com barbetas | Esboço de 1893 com torres de artilharia |

## Projeto

### Características
O Sissoi Veliki tinha 101,3 metros de comprimento da linha de flutuação e 105,2 metros de comprimento de fora a fora. Sua boca era de 20,7 metros e o calado de 7,8 metros. Seu deslocamento era de 10,6 mil toneladas, mais de 1,5 mil toneladas a mais do que seu deslocamento projetado de 9 020 toneladas. Tinha um fundo duplo parcial e uma antepara na central que separava as salas de máquinas e caldeiras. A tripulação originalmente consistia em 27 oficiais e 555 marinheiros, mas o total cresceu para 686 até 1905.
A embarcação era impulsionada por dois conjuntos de motores a vapor verticais de tripla-expansão, cada um girando uma hélice quádrupla. Sua potência total indicada como projetado era de 8 570 mil cavalos-vapor (6,3 mil quilowatts) usando o vapor proporcionado por doze caldeiras de tubo de fogo cilíndricas. A velocidade máxima projetada era de dezesseis nós (trinta quilômetros por hora), porém o Sissoi Veliki só foi capaz de alcançar 15,65 nós (28,98 quilômetros por hora) durante seus testes marítimos em 17 de outubro de 1896, mesmo seus motores produzindo 8 437 cavalos-vapor (6 439 quilowatts) de potência. O navio podia carregar um máximo de mil toneladas de carvão como combustível, o que lhe dava uma autonomia de 4 440 milhas náuticas (8 220 quilômetros) a uma velocidade de cruzeiro dez nós (dezenove quilômetros por hora).

### Armamento

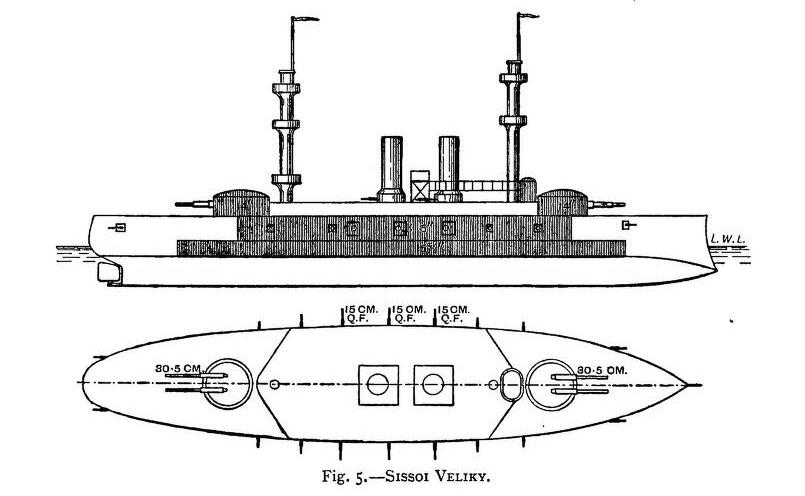
Desenho do Sissoi Veliki com a disposição do seu armamento e blindagem

O Sissoi Veliki, como muitos navios de guerra russos da época, sofreu de vários "melhoramentos" do projeto original que acabaram atrasando sua construção em anos. O Comitê Técnico Naval alterou o projeto da artilharia do couraçado no começo de 1893, mais de um ano depois do início da construção. Os quatro canhões calibre 40 de 305 milímetros foram alterados de montagens em barbetas para duas torres de artilharia duplas no estilo francês. Estas armas tinham uma elevação máxima de quinze graus e cada uma tinha oitenta projéteis a sua disposição. Sua cadência de tiro foi pensada para ser de um disparo a cada 1,5 minutos, mas na realidade ficava entre 2,5 e três disparos por minuto. Os canhões disparavam um projétil de 331,7 quilogramas a uma velocidade de saída de 792 metros por segundo, o que dava um alcance de 10,98 quilômetros a uma elevação de dez graus.
O armamento secundário foi substituído por seis canhões Canet de disparo rápido calibre 45 de 152 milímetros que foram montados em casamatas no convés principal. Cada arma tinha a sua disposição duzentos projéteis. Alterações nos guindastes de munição para acomodar os projéteis Canet maiores começaram apenas em dezembro de 1895. Os canhões disparavam projéteis de 41,46 quilogramas a uma velocidade de saída de 792 metros por segundo. A uma elevação de vinte graus, seu alcance máximo era de 11,5 quilômetros.
O armamento contra barcos torpedeiros foi alterado mais de uma vez e, no final, consistia em doze canhões Hotchkiss de disparo rápido de 47 milímetros e dez canhões Maxim de disparo rápido de 37 milímetros. As armas de 47 milímetros ficavam montadas no alto da superestrutura e no convés superior acima das casamatas dos canhões de 152 milímetros. Eles disparavam projéteis de 1,4 quilogramas a uma velocidade de saída de 569 metros por segundo. Os canhões de 37 milímetros ficavam montados no alto do mastro. Estes disparavam projéteis de 450 gramas a uma velocidade de saída de 402 metros por segundo. O Sissoi Veliki também era equipado com seis tubos de torpedo de 381 milímetros, uma na proa, um na popa e dois em cada lateral, todos acima d'água. A embarcação também podia levar cinquenta minas navais.

### Blindagem
O esquema de blindagem do Sissoi Veliki era muito baseado naquele do Navarin, porém usava uma liga de aço-níquel em vez da blindagem composta do navio mais antigo. O cinturão principal de blindagem na linha d'água tinha 406 milímetros de espessura sobre as salas de máquinas e caldeiras, reduzindo-se para 305 milímetros na área dos depósitos de munição. O cinturão cobria 69,2 metros do comprimento total da embarcação e tinha 2,2 metros de altura. Na extremidade inferior sua espessura reduzia-se para entre 152 e 203 milímetros. Pelo menos um metro do cinturão tinha a intenção de ficar acima da linha d'água, porém o navio sofria de sobrepeso e consequentemente todo o cinturão ficava submerso em deslocamento normal. O cinturão terminava em anteparas transversais de 229 milímetros de espessura na proa e 203 milímetros na popa.
As casamatas dos canhões de 152 milímetros ficavam acima do cinturão de blindagem no decorrer de 46,3 metros de comprimento e com 2,3 metros de altura, sendo protegidas por laterais de 127 milímetros de espessura. As laterais das torres de artilharia da bateria principal tinham 254 milímetros e tetos com 64 milímetros de espessura, enquanto suas barbetas tinham uma blindagem de 254 milímetros. As laterais da torre de comando tinham 229 milímetros de espessura. O convés blindado conectava-se ao topo do cinturão principal e tinha 63 milímetros na porção central, enquanto que nas extremidades além do cinturão sua espessura aumentava para 76 milímetros.

## História

### Construção

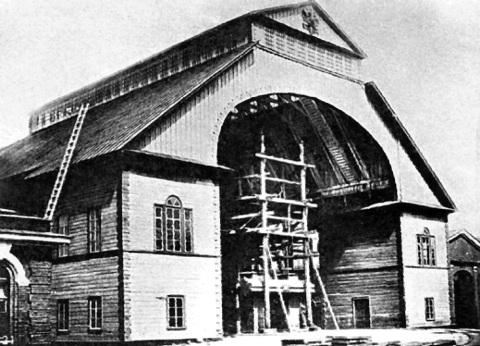
Barracão dentro do qual o Sissoi Veliki está construção, c. 1891–1894

O Comitê Técnico Naval se apressou para iniciar a construção do novo navio e encomendou aço estrutural e blindagem antes mesmo do projeto ter sido propriamente aprovado, algo contrário às práticas russas normais. A construção começou em 7 de agosto de 1891 dentro de um barracão de madeira erguido no Novo Estaleiro do Almirantado em São Petersburgo. Foi nomeado oficialmente Sissoi Veliki em 3 de janeiro de 1892 a fim de comemorar a vitória russa na Batalha de Hogland de 1788, que coincidiu com o dia de Santo Sisoes, o Grande, no calendário litúrgico da Igreja Ortodoxa. O batimento de quilha formal ocorreu em 7 de maio.
O gerenciamento da construção foi falho desde o princípio: elementos estruturais da proa, quadro do leme e suportes dos eixos da hélices não foram encomendados em tempo, com a tardia descoberta dessas omissões atrasando o progresso. Verkhovski não tinha tempo de fazer encomendas com fornecedores estrangeiros confiáveis, vendo-se obrigado a contratar fábricas locais conhecidas por baixa disciplina e qualidade que já estavam sobrecarregadas com outros trabalhos para a Marinha Imperial. A capacidade industrial de São Petersburgo não conseguia suportar até mesmo a taxa modesta de rearmamento naval que o governo estava disposto a financiar. Pequenas queixas evoluíram em 1893 para um conflito aberto entre Verkhovski e a Siderúrgica Alexandrovski, com uma cobrança de 25 rublos quase paralisando os trabalhos. O almirante sempre culpou os fornecedores, mas nunca tentou solucionar a desordem de seu próprio escritório.
O casco mesmo assim foi aprovado em abril de 1894 em testes de pressão estáticos. O Sissoi Veliki foi lançado ao mar em 2 de junho durante uma revista oficial da frota que teve a presença de Nicolau, Czarevich da Rússia. Seu comissionamento foi inicialmente planejado para setembro de 1896, porém uma verificação em meados de agosto revelou que a caixa de direção, bombas d'água, sistema de ventilação e uma das torres de artilharia ainda estavam ausentes ou com defeito. Os construtores rapidamente equiparam o navio com os controles de direção que originalmente haviam sido construídos para o couraçado Poltava e entregaram o Sissoi Veliki para testes marítimos em 6 de outubro. A Marinha Imperial precisava urgentemente da embarcação no Mar Mediterrâneo e ela acabou comissionada em 18 de outubro mesmo com suas conhecidas falhas.

### Mediterrâneo

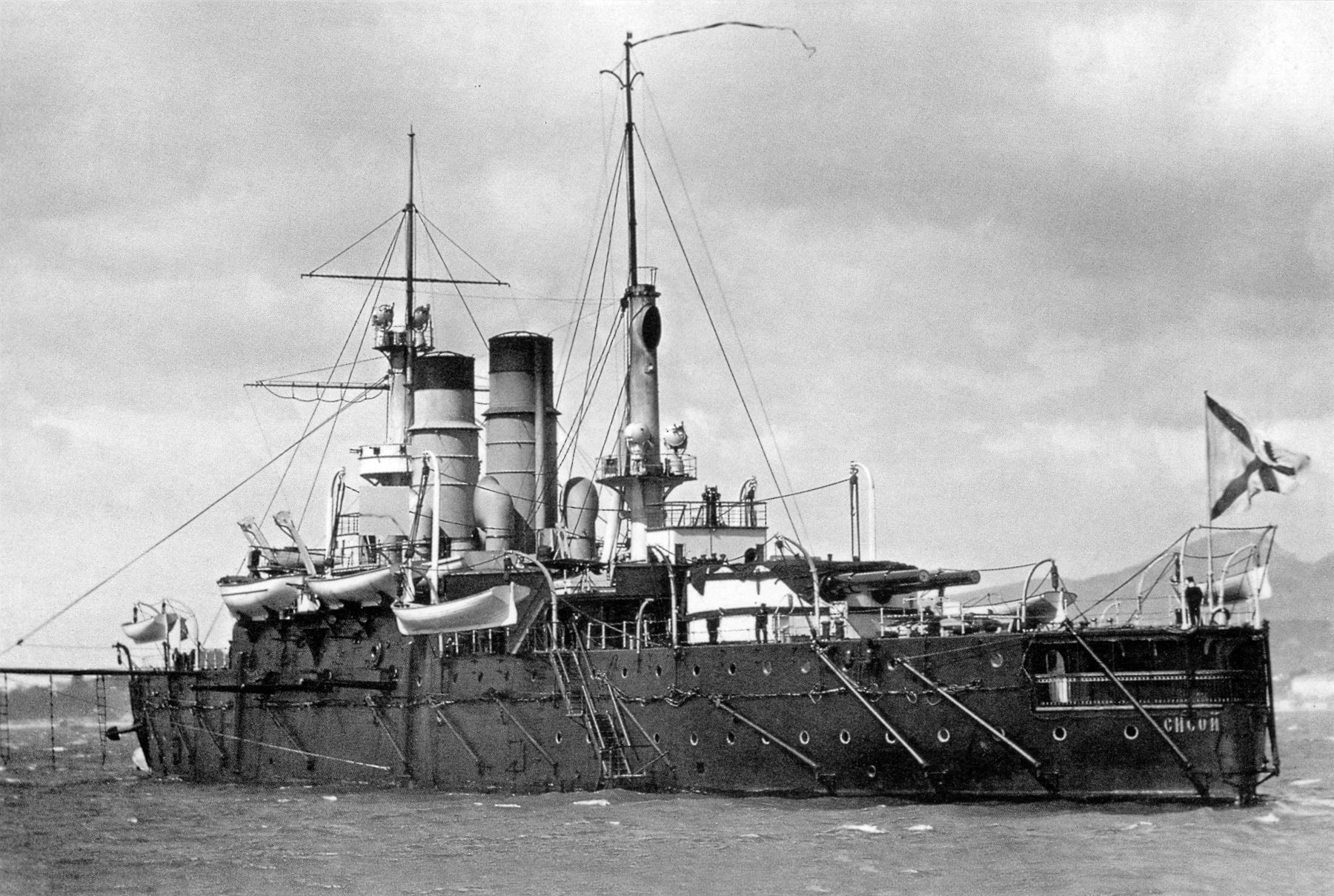
O Sissoi Veliki na França em 1897

O Sissoi Veliki foi imediatamente enviado depois de seu comissionamento para integrar uma esquadra internacional no Mar Mediterrâneo que estava na época engajada em um bloqueio naval da ilha de Creta depois de uma revolta grega contra o domínio do Império Otomano. Sua viagem inaugural revelou mais problemas, com a falta de ventilação do compartimento da direção ficando tão terrível que o oficial comandante comprou ventiladores elétricos com seu próprio dinheiro durante a primeira parada do navio em um porto estrangeiro. Além disso, os sistemas elétricos foram falhando um por um antes que o couraçado chegasse em Gibraltar, já os anéis de cobre que deveriam selar as portinholas foram deixados em Kronstadt e isso só foi descoberto em fevereiro de 1897.
O couraçado chegou em Argel, na Argélia, em 27 de dezembro de 1896. Foi planejado permanecer no local por pelo menos vinte dias para realizar os reparos mais urgentes, porém um telegrama de São Petersburgo chegou cinco dias depois forçando-o a partir para Pireu, na Grécia. A tripulação só conseguiu selar as emendas entre as placas de blindagem e consertar os sistemas elétricos. O Sissoi Veliki partiu para Creta em fevereiro de 1897 e realizou seu primeiro exercício de artilharia no final do mês próximo da Baía de Suda. Viajou com outros navios no início de março para Selino Castelli, sudoeste de Creta, a fim de desembarcar uma expedição para resgatar tropas otomanas e civis turcos cretenses de Candanos. O Sissoi Veliki voltou para a Baída de Suda e realizou seu segundo exercício de artilharia em 15 de março, porém sua torre de artilharia de ré explodiu após uma hora de disparos. O teto foi arrancado, voando por cima do mastro principal e caindo na base do mastro dianteiro, esmagando um canhão de 37 milímetros e um cúter. Dezesseis tripulantes morreram e outros quinze se feriram, seis dos quais morreram mais tarde também. O couraçado seguiu para Toulon, na França, para passar por reparos.

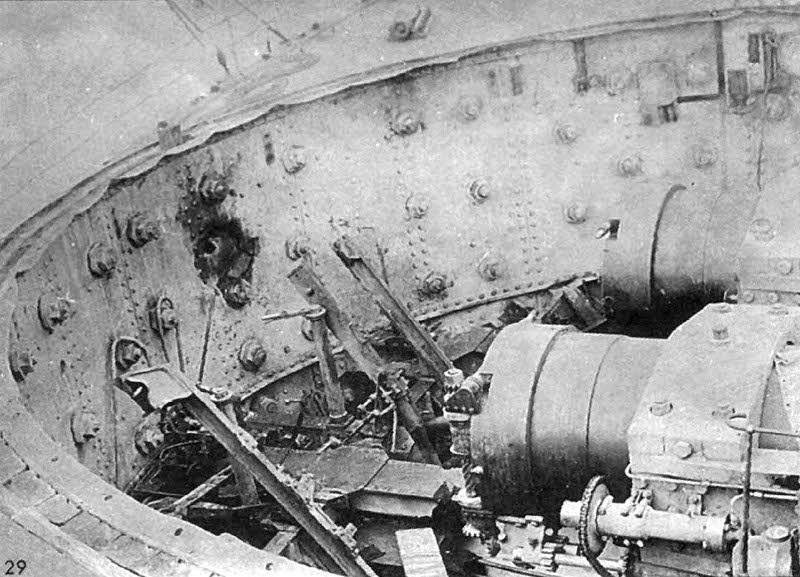
Os danos da explosão na torre de artilharia do Sissoi Veliki

A investigação revelou que o acidente foi causado por motivos tanto mecânicos quanto organizacionais. A cadeia de eventos começou com uma falha no mecanismo hidráulico de travamento da culatra do canhão de bombordo. Os tripulantes da torre desativaram a hidráulica e passaram para operação manual. O artilheiro responsável por fechar e travar a culatra não fez isso e a concussão do disparo do canhão de estibordo a destravou. O comandante da torre, que era o responsável por checar a culatra antes do disparo, estava muito ocupado calculando a solução de disparo e girando a torre para prestar atenção nessa questão. Ele delegou a rotina de checagem a um recruta, porém este precisava ficar em seu posto e assim incapaz fisicamente de prestar atenção na trava da culatra e realizar seus próprios deveres. O oficial comandante do Sissoi Veliki foi liberado de qualquer acusação e foi recomendado a introdução de um intertravamento mecânico à prova de falhas com o objetivo de impedir o disparo até que a culatra fosse propriamente travada.
O Sissoi Veliki foi consertado pela Forges et Chantiers de la Méditerranée. Os engenheiros franceses ridicularizam abertamente a qualidade da construção russa, principalmente por uma emenda aberta de 38 milímetros entre o cinturão de blindagem e o casco. Isto poderia ter negado completamente a proteção do couraçado se um projétil o tivesse atingido. Os investigadores russos relataram um enorme número de falhas menos óbvias e consideraram a embarcação imprópria para navegação. Os conveses internos das casamatas eram particularmente perigosos, pois projéteis de 152 milímetros poderiam facilmente cair por suas rachaduras e buracos. Os almirantes russos rejeitaram essas preocupações, argumentando que o espaço entre as placas de blindagem era uma características inevitável do projeto e que os conveses e outras falhas poderiam ser consertados pela tripulação "em seu tempo livre".

### Extremo Oriente

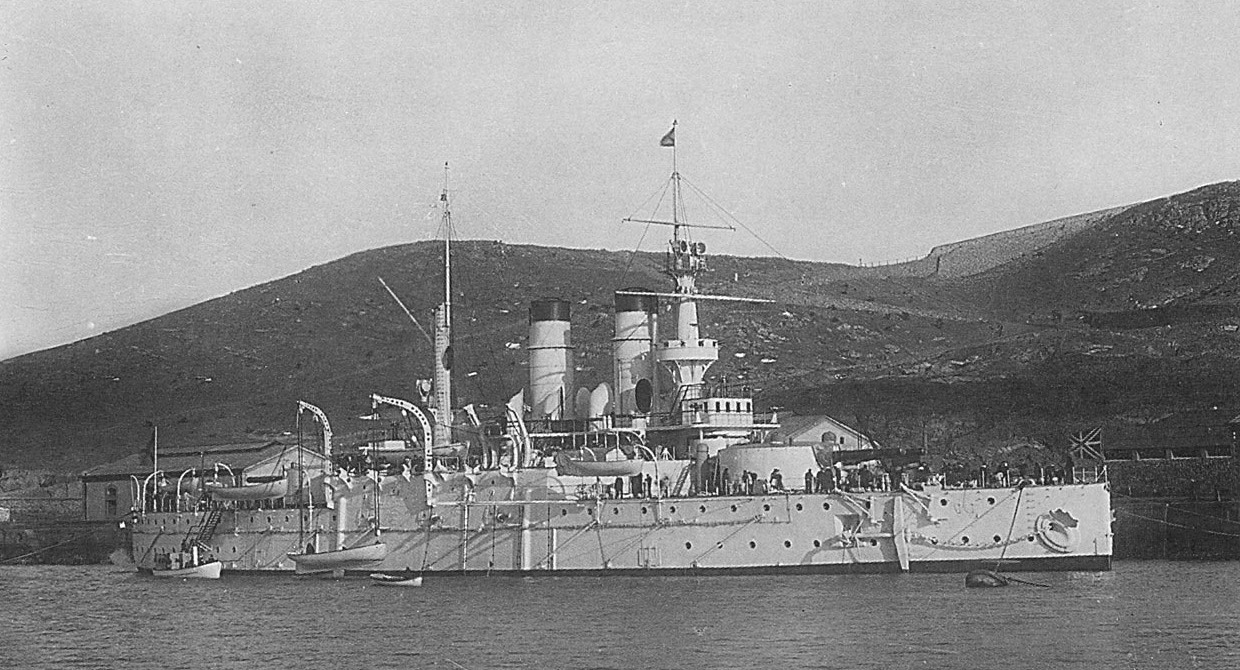
O Sissoi Veliki em Porto Artur

O couraçado ficou nove meses sob reparos em Toulon, sendo em seguida designado para a Esquadra do Extremo Oriente sob o vice-almirante Fiodor Dubasov, partindo para a China. Os britânicos foram alertados da movimentação dos navios russos e enviaram o couraçado HMS Victorious para monitorá-los. O Sissoi Veliki, com o auxílio de uma flotilha de rebocadores, passou por pouco pela entrada rasa do Canal de Suez. O Victorious encalhou próximo de Porto Said e abandonou sua perseguição. A viagem para o oriente ocorreu sem incidentes e as embarcações chegaram em segurança a Porto Artur em 16 de março de 1898.
O Sissoi Veliki viajou no verão de 1898 para Nagasaki, no Japão, a fim de passar por reparos, em seguida voltou para Vladivostok, onde permaneceu pelo resto do ano e também por todo 1899. A frota foi para Porto Artur em abril de 1900 a fim de realizar grandes exercícios de desembarque que tinham a intenção de intimidar os Boxers chineses. Estes ignoraram a ação e o Levante dos Boxers se intensificou, fazendo o governo russo intervir. O almirante Ievgeni Alexeiev, o Vice-Rei do Extremo Oriente Russo, enviou a Esquadra do Extremo Oriente em 28 de maio para os Fortes de Taku. O Sissoi Veliki, o couraçado Petropavlovsk e o cruzador blindado Dmitrii Donskoi, mais vários outros navios europeus, bloquearam a foz do rio Hai e pequenas canhoneiras navegaram rio acima para protegerem desembarques anfíbios, que começaram em 29 de maio. Esta incursão provocou um cerco da capital Pequim. Os russos responderam enviando uma companhia de marinheiros do Sissoi Veliki e do Navarin para defenderem sua embaixada na cidade.
A companhia chegou em Pequim sem encontrar oposição e inicialmente pareceu que as tropas seriam capazes de defender as embaixadas da cidade com facilidade. Os rebeldes receberam reforços do Exército Chinês em 3 de junho e iniciaram um grande ataque contra as missões diplomáticas na tarde do dia 19. Os chineses conseguiram incendiar as legações austro-húngara, holandesa e italiana um mês depois. Os marinheiros russos resistiram junto com fuzileiros norte-americanos e franceses até a chegada de reforços em 5 de agosto. Três homens do Sissoi Veliki foram mortos durante sete semanas de cerco, enquanto um morreu de doença e doze foram feridos.
O Sissoi Veliki permaneceu no Extremo Oriente. Um acúmulo de problemas mecânicos que não poderiam ser consertados em estaleiros locais finalmente fizeram a Marinha Imperial enviá-lo de volta para casa em dezembro de 1901. No caminho passou por Nagasaki, Hong Kong e Suez até chegar em Libau em abril de 1902.

### Última viagem

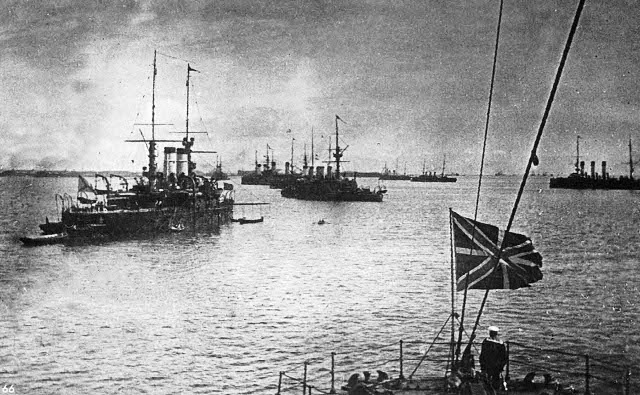
A 2ª Esquadra do Pacífico partindo para Porto Artur, com o Sissoi Veliki à esquerda

O couraçado compareceu em maio de 1902 uma revista da frota em homenagem a Émile Loubet, o Presidente da França. O navio foi para uma doca seca em Kronstadt em junho. Todo o dinheiro disponível foi transferido para a finalização dos couraçados da Classe Borodino e de novos cruzadores, assim os reparos no Sissoi Veliki prosseguiram lentamente. Sua artilharia, caldeiras e sistema de ventilação foram totalmente substituídos, mas novamente esses consertos não foram bem feitos e precisaram ser refeitos.
A Guerra Russo-Japonesa começou no Oceano Pacífico em 10 de fevereiro de 1904. A Marinha Imperial designou o Sissoi Veliki em março para a 2ª Esquadra do Pacífico sob o vice-almirante Zinovi Rozhestvenski. Apesar da urgência, pedidos para acelerar os reparos no Sissoi Veliki e finalização das novas embarcações foram barradas até a perda do Petropavlovsk em abril. O almirante Alexei Birilev, o novo Governador de Kronstadt, acelerou os reparos ao eliminar trabalhos "desnecessários". O Sissoi Veliki recebeu novos telêmetros, holofotes e armas pequenas, porém os danos aos conveses nunca foram reparados. O capitão Manuil Ozerov, o oficial comandante, expressou sua preocupação com a estabilidade, porém em pelo menos três ocasiões Birilev suprimiu os relatórios, argumentando que experiências anteriores eram prova suficiente da navegabilidade da embarcação.
A 2ª Esquadra do Pacífico partiu de São Petersburgo em 25 de agosto e seguiu para Reval, onde desperdiçaram quase de um mês em preparação para uma revista naval. O imperador Nicolau II visitou pessoalmente cada couraçado e conversou com suas tripulações. A esquadra seguiu viagem em 14 de outubro para Tânger, onde Rozhestvenski dividiu suas forças. Os couraçados mais novos continuaram pelo Cabo da Boa Esperança, enquanto a esquadra de cruzadores e transportes do contra-almirante Dmitri von Fölkersahm se encontrou com a Frota do Mar Negro na Baía de Suda e atravessou o Canal de Suez. Rozhestvenski inicialmente planejou manter o Sissoi Veliki e o Navarin junto da sua força principal, mas acabou colocando-os na força de Fölkersahm. As duas esquadras se reencontraram na Ilha Nosy Be em Madagascar em 9 de janeiro de 1905, onde permaneceram por dois meses treinando enquanto Rozhestvenski finalizava acordos de abastecimento para a parte final da jornada. Apesar dos exercícios regulares, os artilheiros dos novos navios da Classe Borodino não conseguiam alcançar o mesmo nível daqueles do Sissoi Veliki e de outras embarcações mais antigas.
Os russos partiram em 16 de março e chegaram na Baía de Cam Ranh, na Indochina, quase um mês depois para esperarem os navios obsoletos da 3ª Esquadra do Pacífico sob o contra-almirante Nikolai Nebogatov. A viagem de Madagascar para a Indochina demorou 28 dias a uma velocidade média de apenas sete nós (treze quilômetros por hora), com os problemas mecânicos do Sissoi Veliki se evidenciando e atrasando a esquadra; a embarcação sofreu doze falhas em suas caldeiras e trocadores de calor. Os equipamentos de direção falharam quatro vezes. As embarcações de Nebogatov chegaram apenas em 9 de maio e a força combinada partiu para Vladivostok cinco dias depois.

### Tsushima

Mapa da Batalha de Tsushima

A esquadra iniciou a última etapa de sua viagem em 14 de maio. O Sissoi Veliki estava navegando na coluna esquerda da linha de batalha russa, o segundo atrás do Oslyabya. A frota japonesa foi avistada às 13h15min do dia 27 de maio. O Sissoi Veliki abriu fogo 24 minutos depois simultaneamente com a capitânia Kniaz Suvorov. Ele começou atacando os cruzadores blindados Kasuga e Nisshin, depois enfrentando o cruzador blindado Iwate, acertando este último uma vez com um projétil de 305 milímetros.
Um projétil explodiu às 14h40min próximo da proa do Sissoi Veliki, danificando um tubo de torpedo. Pouco depois ele foi atingido por um projétil de 305 milímetros e outro de 152 milímetros no cinturão de blindagem próximo da linha d'água, o que causou inundações em seus compartimentos dianteiros. O couraçado foi atingido por mais um projétil de 305 milímetros, três de 203 milímetros e três de 152 milímetros uma hora depois, o que desabilitou a hidráulica de sua torre de artilharia dianteira, incendiou casamatas e danificou seriamente o suprimento de água para combate ao fogo. Ozerov ordenou às 15h40min que seu navio deixasse a linha de batalha e se juntasse à formação de cruzadores. A tripulação conseguiu extinguir os incêndios até às 17h00min e o Sissoi Veliki voltou para o combate, mas com um adernamento para bombordo. Ele assumiu um lugar atrás do Navarin no momento que os couraçados japoneses cessaram fogo e os russos esperavam recuar sem mais baixas. Os japoneses reestabeleceram contato uma hora depois e voltaram a atacar. O Sissoi Veliki não foi danificado durante esse confronto, juntando-se ao grupo de sobreviventes reunido por Nebogatov após o pôr do sol, porém não conseguiu acompanhar o ritmo. Ele e o Navarin ficaram para trás, passando a apoiar o navio de defesa de costa Admiral Ushakov. Contratorpedeiros japoneses foram avistados às 19h30min.
Os contratorpedeiros atacaram a apenas 550 metros de distância em grupos não coordenados. O Sissoi Veliki repeliu o primeiro e o segundo ataques, respectivamente às 19h45min e 22h30min, porém no terceiro, aproximadamente 45 minutos depois do anterior e após o Navarin e o Kniaz Suvorov já terem sido afundados, foi acertado por um torpedo que danificou seu leme e hélices. O couraçado ainda podia ser manobrado variando a velocidade dos motores, mas as inundações se intensificaram e às 3h15min do dia seguinte a proa já estava submersa a ponto que movimento para frente não era mais possível. Ozerov percebeu que não conseguiria chegar em Vladivostok, assim ordenou que os motores fossem colocados em ré para tentar chegar em Tsushima, esperando poder encalhar seu navio para usá-lo como uma bateria de artilharia fixa.
As inundações forçaram Ozerov a parar os motores às 6h00min. O danificado cruzador blindado Vladimir Monomakh passou pelo Sissoi Veliki, mas não pode oferecer ajuda. Os cruzadores mercantes armados japoneses Shinano Maru e Dainan Maru convergiram ao redor do navio russo às 7h20min. Eles aproximaram-se até seis quilômetros de distância e Ozerov enviou a mensagem de "Estou afundando, requisitando ajuda". Os japoneses responderam "Você se rende?". Ozerov hasteou uma bandeira branca em resposta. Uma equipe de um oficial e 31 marinheiros embarcaram no Sissoi Veliki às 8h15min e hastearam a Bandeira do Japão, mas não tiraram a Bandeira da Rússia. Os japoneses tentaram rebocar o navio para segurança, mas logo perceberam que isso seria inútil. Os prisioneiros russos foram transferidos para seus navios e a bandeira japonesa foi recuperada. O couraçado emborcou e afundou às 10h05min, ainda hasteando a bandeira russa. O Sissoi Veliki teve 47 mortos e 613 resgatados.